# Вергун Михайло Тимофійович
Михайло Тимофійович Вергун (нар. 23 травня 1888, Охтирка — пом. 1922) — підполковник Армії УНР.

## Життєпис
Народився в місті Охтирка, Харківської губернії (нині Сумська область, Україна). Останнє звання у російській армії — штабс-капітан. На українській військовій службі з 18 листопада 1918 року. У 1919 році — старшина постачання Запорізької групи Дієвої армії УНР. У грудні 1919 року був інтернований польською владою у Луцьку.
У 1920 році — начальник постачання 6-ї Січової стрілецької дивізії Армії УНР, згодом — начальник постачання 2-ї Волинської дивізії Армії УНР. У вересні 1921 року не зміг подати Головній реєстраційній комісії документи, які б підтвердили його офіцерське звання, через що був визнаний військовим урядовцем, що присвоїв собі звання сотника, і усунутий з посади.
За даними документів верифікаційної комісії Армії УНР утік з казною постачання 2-ї Волинської дивізії до Радянської Росії. Після повернення на батьківщину працював у Київському відділенні «зовнішторгу», з листопада 1921 року — безробітний.
Помер у 1922 році